# Tokushima

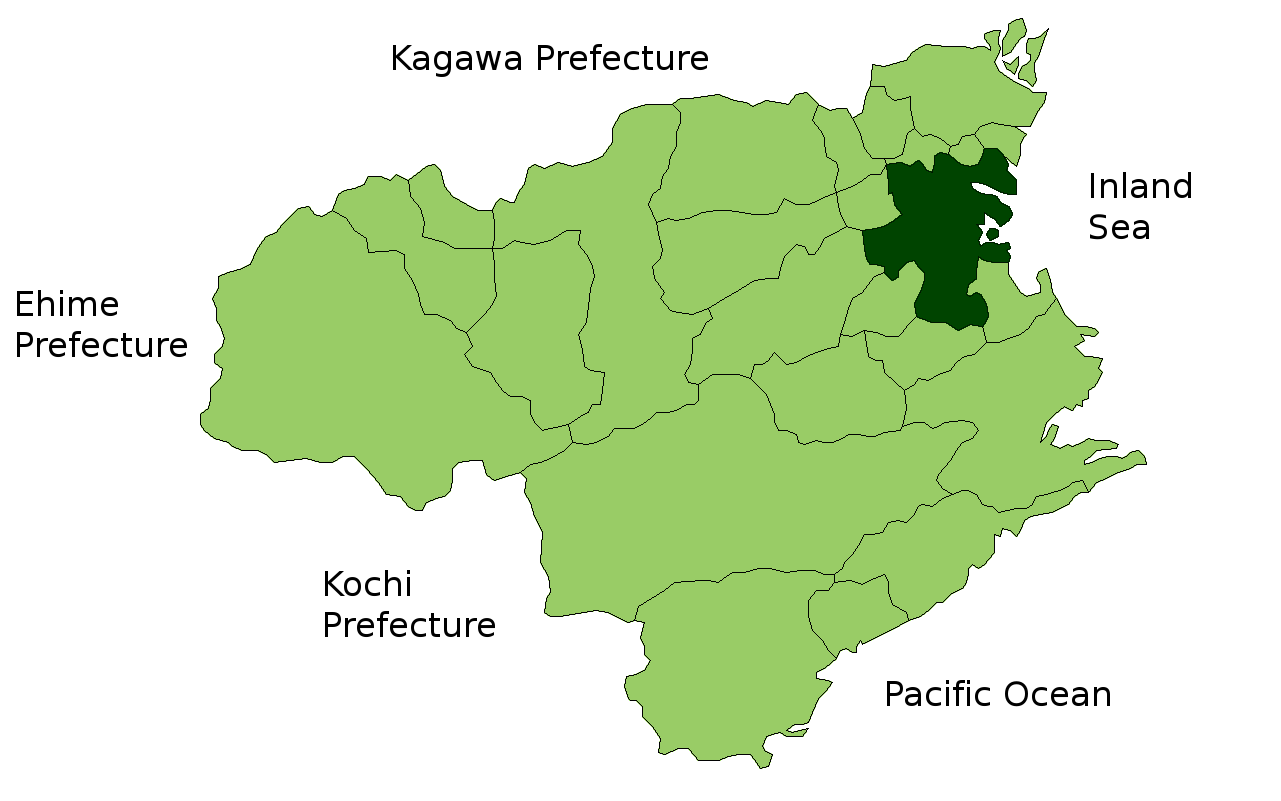

Tokushima (徳島市 Tokushima-shi?) este un municipiu din Japonia, centrul administrativ al prefecturii Tokushima.